# Bruant des savanes
Ammodramus humeralis
Espèce
Répartition géographique
Statut de conservation UICN

 LC  : Préoccupation mineure
Le Bruant des savanes (Ammodramus humeralis) est une espèce de passereau appartenant à la famille des Passerellidae.

## Répartition et sous-espèces
Selon la classification de référence du Congrès ornithologique international (15.1, 2025) il se répartit en quatre sous-espèces (ordre phylogénique) :
- A. h. humeralis (Bosc, 1792) — de la Colombie au sud-est du Brésil ;
- A. h. pallidulus (Wetmore, 1949) — péninsule de Guajira ;
- A. h. xanthornus Gould, 1839 — du Pérou à la pampa ;
- A. h. tarijensis (Bond et Meyer de Schauensee, 1939) — sud-est de la Bolivie ;